# Мендонса, Мария Луиза
Мария Луиза Мендонса (порт. Maria Luísa Mendonça; род. 30 января 1970, Рио-де-Жанейро, Бразилия) — бразильская актриса театра и кино, телеведущая. Номинировалась в категории «Лучшая актриса»: в 1998 году на премии Ассоциации кинокритиков Аргентины «Серебряный кондор» и в 2000 году на Большой премии кинематографа Бразилии.

## Биография

### Личная жизнь
Дочь адвоката Ньютона Мендонса и художницы Лижии Мендонса. У неё была старшая сестра Мария Фернанда, которая погибла в автомобильной аварии, когда Марии Луизе было восемь лет. В 1991 году она окончила театральное высшее учебное заведение — Дом искусств Ларанжейрас в Рио-де-Жанейро. От первого брака с продюсером Рожериу Галлу, с которым развелась в 2000 году, имеет дочь Жулию. В настоящее время замужем за режиссёром Клаудиу Торресом, от которого имеет сына Дави. Невестка известной бразильской актрисы Фернанды Монтенегру.

### Карьера
Известность в стране актриса приобрела в 1993 году после исполнения роли гермафродита по имени Буба в телесериале «Оживать» на телеканале Глобу. В кино дебютировала в 1996 году в фильме «Кто убил Пишоте?»  режиссёра Жозе Жуффили.
Карьеру театральной актрисы начала с ролей в спектаклях по пьесам «Свадебное платье» Нельсона Родригеса, «Гиганты горы» Луиджи Пиранделло и «Ромео и Джульетта» Уильяма Шекспира. В настоящее время роль Бланш Дюбуа в спектакле режиссёра Рафаэля Гомеса по пьесе Теннесси Уильямса «Трамвай Желание», принесла актрисе признание критики и главные театральные награды страны.

## Избранная фильмография

### Кино
| Год  | Фильм                                           | Режиссёр         | Персонаж   |
| ---- | ----------------------------------------------- | ---------------- | ---------- |
| 1996 | «Кто убил Пишоте?» (порт. Quem Matou Pixote?)   | Жозе Жуффили     | Малу       |
| 1998 | «Просвещённое сердце» (порт. Coração Iluminado) | Эктор Бабенко    | Ана        |
| 2002 | «Три Марии» (порт. As Três Marias)              | Алуизио Абранкес | Мария Роза |